# Epidendrum sphaeranthum
Epidendrum sphaeranthum är en orkidéart som beskrevs av Rudolf Schlechter. Epidendrum sphaeranthum ingår i släktet Epidendrum och familjen orkidéer.
Artens utbredningsområde är Ecuador. Inga underarter finns listade i Catalogue of Life.